# Castejón (Nawarra)
Castejón – gmina w Hiszpanii, w Nawarze, o powierzchni 18,07 km². W 2012 roku gmina liczyła 4207 mieszkańców.

## Historia

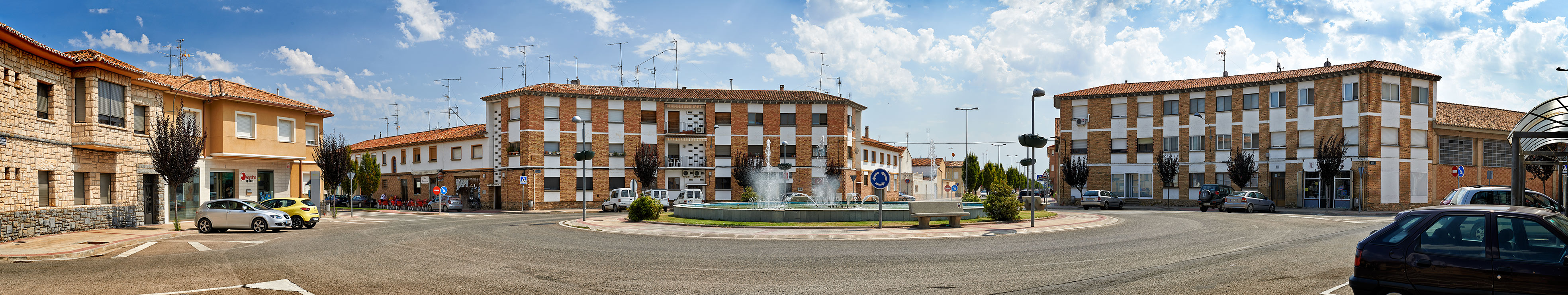
Plac Konstytucji

Pierwsza wzmianka o historii Castejón jest z roku 1229, choć już czasach rzymskich przeprawiono tu podróżnych przez rzekę Ebro, a przed tym miejsce było ważne dla Celtiberów (obszar buforowy z akwitańskimi Iacetanami)
W XII wieku w tejże lokalizacji na prawym brzegu powyższej rzeki funkcjonowała fortalicja-zamek. To miejsce strategiczne przez całą swoją historię; Pampeluna i Madryt były na królewskim szlaku, była tu przeprawa przez rzekę, blisko był szlak z Maroko do Francji i te faktory czyniły Castejón miejscem ważnym. 
Od momentu powstania miasto było własnością szlachty, XV wieku takiej jak rodzina Beaumontar. 1672 Tudela sprzedała tu teren zwany La Barca w ziemi Casteljon wspólnocie Arguedas. 
Dane z podają, że 1802r. ludność Castejón była wspólnotą pasterska nie rolniczą, tak samo jak w 1850 roku w roku. W pierwszej poł. XIX wieku przystąpiono tu do reformy administracyjnej która w rejonie objęła też miasta Valtierra i Corella - Castejón otrzymuje radę miejską
Wiek XX był dla miasta pomyślny. 4 października 1927 roku stało się gminą. W związku z rozbudową linii kolejowych w Hiszpanii miasto wybrano na węzeł kolejowy łączący linie do miast Irun i Pampeluna - ten węzeł stał się jeszcze ważniejszy przy usprawnianiu kolei hiszpańskich po wstąpieniu kraju do Unii Europejskiej i Castejón widnieje na mapach kolejowych tego kraju.

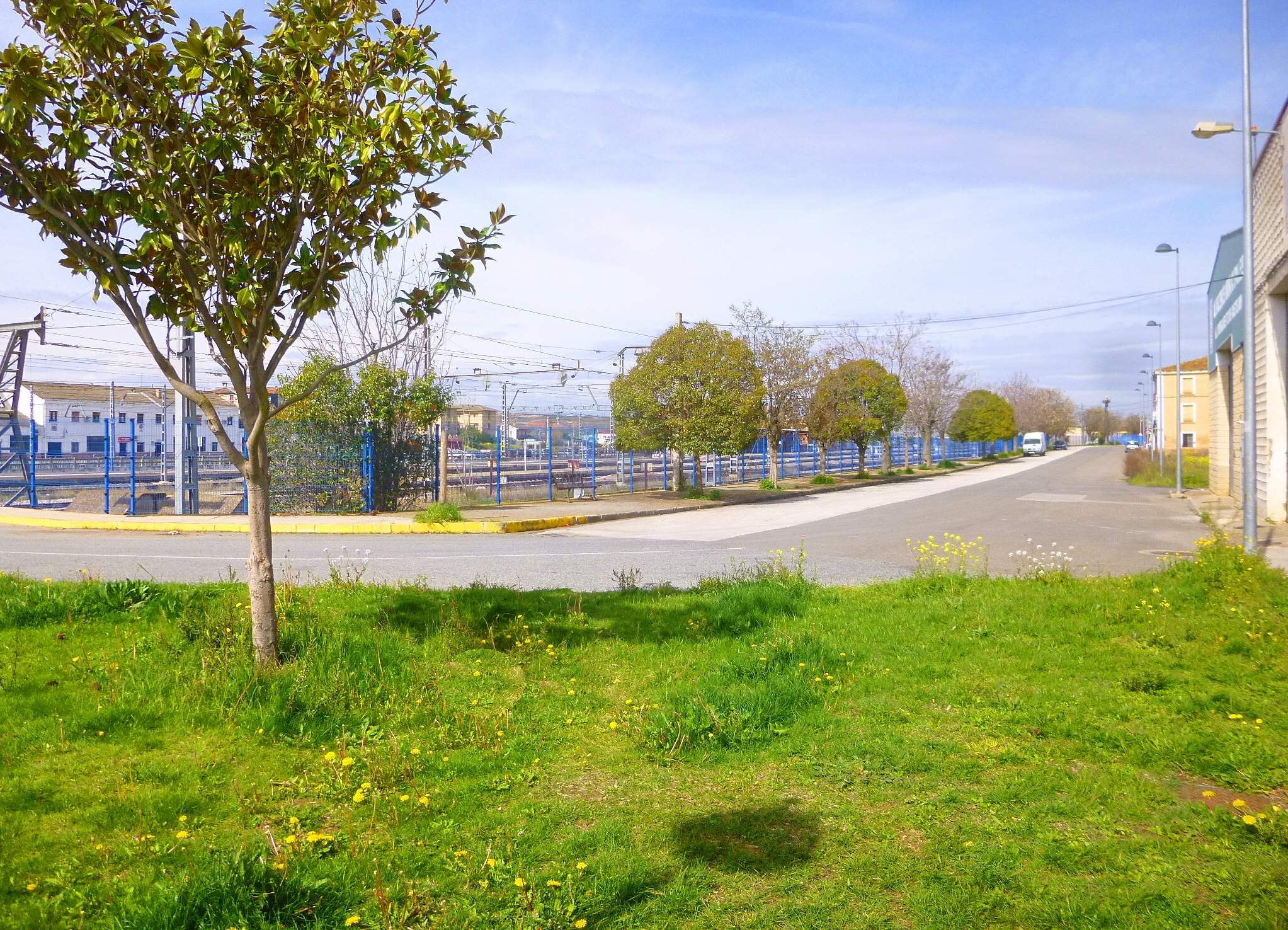
tereny kolejowe

Od roku 2006 Castejón ma dużą elektrownie - Fotowoltaika o mocy (2.44 MWp).